# El Zorro (Buenos Aires)
El Zorro es un paraje rural del Partido de Coronel Dorrego, en la Provincia de Buenos Aires, Argentina.

## Ubicación
Se encuentra a 28 km al noreste de la ciudad de Coronel Dorrego a través de un camino rural.

## Historia y población
La habilitación de la estación ferroviaria del Ramal Juan E. Barra - Coronel Dorrego del Ferrocarril del Sud en 1929, dio lugar a la formación del pueblo. La posterior clausura de 1961 de los servicios ferroviarios provocó la declinación demográfica.
En los últimos censos de 2001 y 2010, fue censado como población rural dispersa.